# En annorlunda barndom
En annorlunda barndom. En kvinnas berättelse om sin autistiska uppväxt utkom 2007 och är Iris Johanssons självbiografi.
Iris Johansson föddes 1945 i Västergötland. Hon visade redan från mycket späd ålder klara autistiska symptom. Någon diagnos fick hon dock inte förrän långt senare.
I boken beskriver Iris Johansson sin uppväxt i ett familjejordbruk i Sverige.
Hon återger detaljerat den unga autistiska flickans världsuppfattning, kognitiva värld och sinnestillstånd: hur flickan föredrar att vistats i det hon kallar den riktiga världen eller Ute, framför "den vanliga världen", där andra människor finns. Ett tredje tillstånd är tomigheten. Hon beskriver hur flickans värld präglas av starka upplevelser av synestesi, där ljud och rörelser skapar fantastiska och njutbara spel av färger och former, och där smaker och lukter också har ljud och färg.
Iris Johansson använder i boken ett antal egna ord för sina erfarenheter, som tomighet, ondskap och föräldring.
I boken beskrivs utförligt den träning som Iris far och några inkännande personer i hennes omgivning ständigt utsatte henne för, i syfte att få henne att utvecklas. Först i tolvårsåldern skedde ett genombrott, när Iris själv började vilja överge den autistiska världen.
Utöver berättelsen om flickans egen autistiska värld, ger boken en stark inblick i livet på ett svenskt lantbruk i mitten av 1900-talet. Iris Johansson porträtterar också många fascinerande personer i sin släkt och den storfamilj där hon växte upp.
Boken har förord av Göran Grip. Den avslutas med ett kapitel med svar på vanliga frågor om autism, och kontaktuppgifter för terapeuter i Sverige, Norge, Tyskland och Litauen.
2008 utkom boken också i Månpocket.